# Stenostola alboscutellata
Stenostola alboscutellata là một loài bọ cánh cứng trong họ Cerambycidae.